# Matinera menuda ala-roja
La matinera menuda ala-roja (Schoeniparus castaneceps) és una espècie d'ocell de la família dels pel·lornèids (Pellorneidae) que habita el sotabosc del nord-est de l'Índia, el Nepal, sud-est de Bangladesh, sud-est del Tibet, Myanmar, sud-oest de la Xina, nord-oest de Tailàndia, Laos, Vietnam i Malaca.